# Xã Diana, Quận Sanborn, South Dakota
Xã Diana (tiếng Anh: Diana Township) là một xã thuộc quận Sanborn, tiểu bang Nam Dakota, Hoa Kỳ. Năm 2010, dân số của xã này là 52 người.